# 날쌘망가베이
날쌘망가베이(Cercocebus agilis)는 흰눈꺼풀망가베이속에 속하는 구세계원숭이의 일종으로 적도기니와 카메룬, 가봉, 중앙아프리카공화국, 콩고공화국, 콩고민주공화국 등의 중앙아프리카의 습지 숲에서 발견된다. 1978년까지, 타나강망가베이(C. galeritus).의 아종으로 간주되었다. 더 최근에는 황금배망가베이(C. chrysogaster)가 날쌘망가베이의 아종에서 독립된 종으로 분리되었다.